# Ангел Даскалов (политик)
 Тази статия е за политика.  За просветния деец вижте Ангел Даскалов.  
Ангел Георгиев Даскалов е български политик от ГЕРБ, народен представител от парламентарната група на ГЕРБ в XLI народно събрание.

## Биография
Ангел Даскалов е роден на 5 юни 1968 година в град Велинград, България. Получава юридическо образование в Югозападен университет „Неофит Рилски“ – Благоевград.
На парламентарните избори през 2009 година е избран за народен представител от листата на ГЕРБ.
На местните избори през 2011 година е кандидат за кмет на Велинград, издигнат от партия ГЕРБ. Получава 25,40 % срещу 25,92 % на Иван Лебанов и отива на втори тур, където губи.

### Парламентарна дейност
- XLI народно събрание – член (от 14 юли 2009)
- Парламентарна група на ПП ГЕРБ – член (от 14 юли 2009)
- Комисия по вътрешна сигурност и обществен ред – член (от 29 юли 2009)
- Комисия по труда и социалната политика – член (29 юли 2009 – 9 ноември 2011)
- Комисия по труда и социалната политика – член (21 март 2012 – 11 април 2012)
- Комисия по външна политика и отбрана – член (от 11 април 2012)
- Група за приятелство България – Гърция – зам.-председател (от 23 октомври 2009)
- Група за приятелство България – Индонезия – член (от 23 октомври 2009)
- Група за приятелство България – Йемен – член (от 23 октомври 2009)
- Група за приятелство България – Китай – член (от 23 октомври 2009)
- Група за приятелство България – Русия – член (от 23 октомври 2009)
- Група за приятелство България – САЩ – член (от 23 октомври 2009)
- Група за приятелство България – Черна гора – член (от 23 октомври 2009)
- Група за приятелство България – Япония – член (от 23 октомври 2009)

#### Внесени законопроекти
- Законопроект за допълнение на Закона за частната охранителна дейност
- Законопроект за изменение и допълнение на Закона за здравето
- Законопроект за изменение и допълнение на Закона за съдебната власт
- Законопроект за изменение и допълнение на Закона за устройството на държавния бюджет
- Законопроект за изменение и допълнение на Кодекса за социалното осигуряване
- Законопроект за изменение и допълнение на Конституцията на Република България
- Законопроект за изменение и допълнение на Наказателно-процесуалния кодекс
- Проект на Изборен кодекс